# Drosophila willistoni
Espèce
Drosophila willistoni est une espèce d'insectes diptères du genre Drosophila trouvée sur le continent américain de Floride jusqu’en Argentine. Elle appartient au groupe willistoni.
Le génome de Drosophila willistoni est entièrement séquencéet les informations relatives à cet organisme sont compilées dans FlyBase.

## Première publication
(en) Sturtevant A. H., Notes on North American Drosophilidae with descriptions of twenty-three new species, Ann. Ent. Soc. Amer., 9: 323-343 (1916).